# District de Weibin (Baoji)
Pour les articles homonymes, voir Weibin.
Le district de Weibin (渭滨区 ; pinyin : Wèibīn Qū) est une subdivision administrative de la province du Shaanxi en Chine. Il est placé sous la juridiction de la ville-préfecture de Baoji.